# 惠特尼鎮區 (密歇根州)
惠特尼鎮區（英語：Whitney Township）是位於美國密歇根州阿勒納克縣的一個行政鎮區。

## 地方資料
惠特尼鎮區的面積為115.60平方千米，當中陸地面積為79.60平方千米，而水域面積為36.00平方千米。根據2020年美國人口普查的數據，當地共有人口907人，而人口密度為每平方千米7.85人。